# امپراتور گوآنگ زونگ
امپراتور گوانگ‌زونگ (فرمانروایی:۱۱۸۰-۱۱۹۴ میلادی) دوازدهمین امپراتور دودمان سونگ بود. او بر شهر چونگ‌کینگ، نام امروزی آن را گذاشت که به معنی شادی فزاینده است. سبک تئاترِ نانشی، که در چین مشهور است، از دوره او آغاز شد. او به دلیل نفوذ درباریان، ژنرال معروف دوره سونگ یعنی شین چیجی را از کار برکنار نمود. 
امپراتور گوانگ‌زونگ در سال ۱۱۹۴ میلادی بدست مادربزرگش به این دلیل که با حضور در تشییع جنازه پدرش امپراتور شیان‌زونگ مخالفت کرد، برکنار شد. او سرانجام در سال ۱۲۰۰ میلادی در چجیانگ درگذشت.